# إتش س. فيرما
إتش س. فيرما (بالهندية: एच सी वर्मा؛ بالإنجليزية: H. C. Verma) هو فيزيائي وعالم هندي، ولد في 3 أبريل 1952 في داربهانجا في الهند.

## وصلات خارجية
- الموقع الرسمي